# Personal luxury car
Personal Luxury Car (voiture de luxe personnelle en français) est une classification automobile nord-américaine décrivant des coupés de grande production quelque peu sportifs mais qui mettent davantage l'accent sur le confort plutôt que sur la performance. Les constructeurs nord-américains combinent alors le plus souvent ingénierie et marketing pour développer des modèles haut de gamme et distinctifs mais partageant les mêmes plate-formes que les autres modèles de leur gamme.
Bien que des coupés de luxe aient été produits en Amérique du Nord depuis plusieurs décennies auparavant, on considère généralement que le début du genre des « voitures de luxe personnelles » a commencé en 1958, en raison du succès de la Ford Thunderbird de deuxième génération s'équipant alors de quatre places au lieu de deux, contrairement à sa prédécésseur,,,. Ces changements ont fait passer la Thunderbird d'une voiture sportive à une voiture typée davantage confort et luxe, et les ventes ont augmenté de 50%. La Thunderbird a été vendue sur onze générations jusqu'en 2005.
Le modèle de voiture de luxe personnelle produit le plus longtemps est la Cadillac Eldorado, produite pendant presque 50 ans, qui a débuté en 1953, désignant à l'origine des versions haut de gamme et à faible volume de modèles Cadillac. Selon Hemmings Motor News, Cadillac est entrée pour la première fois sur le marché des « voitures de luxe personnelles » en 1967, avec un modèle plus petit et à grand volume.
Avant la fin des années 1970, les voitures de luxe personnelles étaient généralement de gros véhicules à propulsion arrière, propulsés par de gros moteurs V8. En raison de la tendance au downsizing dans l'industrie automobile américaine à la fin des années 1970, de nombreuses voitures de luxe personnelles ont été produites avec des moteurs six cylindres et une traction avant. Au 21e siècle, le marché du luxe personnel disparait à mesure que les consommateurs migrent vers d’autres segments de marché.

## Caractéristiques
Les voitures de luxe personnelles sont des voitures de grande série qui présentent une combinaison de caractéristiques de voitures de sport et de voitures de luxe, généralement des coupés ou des cabriolets à deux portes, généralement avec une petite banquette arrière non destinée à un usage régulier par des adultes, à l'image des coupés 2+2. La conception de ces voitures met l’accent sur le confort et la commodité, souvent dotées d'équipements qui étaient en option ou non disponibles sur d’autres modèles.
Contrairement aux voitures de grand tourisme européennes, où les performances sur route ou sur circuit sont essentielles, la voiture de luxe personnelle américaine a généralement atténué les performances en associant de gros moteurs à des véhicules lourds. Ces voitures étaient généralement produites en grande série et partageaient souvent une plate-forme ou des chaines cinématiques avec d'autres modèles du constructeur afin de réduire les coûts de production.

## Histoire

### Années 1950

#### Marché de niche
Les premières voitures de luxe personnelles dans les années 1950 aux États-Unis étaient des véhicules chers, de niche et à faible volume. Décrits comme des modèles « quasi personnalisés », les spécialistes du marketing de l'époque les présentaient comme des « voitures de sport ». Cela évoquait « tout ce qui avait une capote décapotable, de hautes performances, quelques touches de style uniques et un tarif élevé de haut de gamme.
Il s'agissait notamment des Cadillac Eldorado, Buick Roadmaster Skylark, Oldsmobile 98 Fiesta, Imperial Newport, Chrysler New Yorker, Chrysler 300 et Chrysler Windsor, Packard Hawk et Packard Caribbean. Tous les modèles avaient des carrosseries décapotables ou à hardtop à deux portes, construites sur une plate-forme partagée avec d'autres modèles de la gamme du constructeur. Le style de ces voitures de luxe personnelles des années 1950 était décrit comme un « excès baroque ».
Un exemple est la Continental Mark II, introduite pour en 1956. Avec un prix d'environ 10 000 dollars, le coût était équivalent à celui d'une Rolls-Royce Silver Cloud et 3 012 Mark II ont été vendues de 1955 à 1957. Elle a été produite en carrosserie 2 portes à hardtop, avec un équipement complet pour l'époque qui comprenait une direction assistée, des freins assistés, des vitres électriques, des sièges électriques, un intérieur cuir et un compte-tours. La seule option était la climatisation pour 595 $.

#### Production de masse
La Ford Thunderbird, lancée en 1955, est souvent considérée comme jouant un rôle clé dans la création du segment des voitures de luxe personnelles,,.
Au début des années 1950, Ford et General Motors développaient des véhicules pour répondre à une popularité croissante des voitures de sport européennes sur le marché nord-américain. Le résultat fut la Ford Thunderbird, la Studebaker Speedster et la Chevrolet Corvette.

### Années 1960
Deux nouveaux concurrents inspirés par le succès sur le marché de la Thunderbird de deuxième génération, à 4 places, sont apparus en 1962, tous deux présentés au Mondial de l'Automobile de Paris en octobre 1962. Tous deux suivaient la formule du coupé quatre places avec moteur puissant, établie par la Thunderbird de 1958.
La première était la Studebaker Avanti. L'Avanti était dotée d'une carrosserie en fibre de verre, d'un moteur suralimenté en option et de freins à disque à l'avant. Elle a été commercialisée comme « la seule voiture de luxe personnelle haute performance pour quatre passagers d'Amérique ». Studebaker a construit 4 647 Avantis la fin de la production pour 1964.
La seconde était la Buick Riviera de 1963, préfigurée par le concept-car Cadillac LaSalle XP-715. Cependant, la direction de General Motors n'était pas intéressée par le concept XP-715 pour Cadillac, et le proposa à ses divisions. C'est Buick qui obtenit la production,,. Les ventes totales étaient de 112 244 exemplaires.
La première voiture de luxe personnelle d'AMC était la Rambler Marlin de taille intermédiaire de 1965. La Marlin a été décrite comme « inhabituelle, distinctive et dans une classe à part ». Sa caractéristique de conception est la ligne de toit fastback, tailboat, qui se termine au pare-chocs arrière. Elle a été rebaptisée AMC Marlin en 1966 pour se concentrer sur le marché des voitures de luxe personnelles.
L'Oldsmobile Toronado de 1966 est par ailleurs devenue la première voiture de luxe personnelle à traction avant. Elle a fourni la plate-forme permettant à la Cadillac Eldorado de sixième génération de passer à une configuration à traction avant,.
Jusqu'en 1967, les voitures de luxe personnelles étaient regroupées avec les muscle cars et les pony cars dans la même classification. Plutôt que d'être commercialisées auprès de larges classes de populations comme c'était le cas pour leurs autres modèles, chacune de ces catégories de voitures a été ciblée par les constructeurs automobiles sur des niches de marché plus petites et plus spécifiques tout en offrant de longues listes d'options pour satisfaire les demandes des acheteurs.

### Années 1970
Le déclin des muscle car, dû à la hausse des coûts d’assurance et des normes d’émissions polluantes au début des années 1970, a coïncidé avec une forte hausse du segment des voitures de luxe personnelles, alors que les acheteurs américains ont délaissé la performance pour privilégier le confort. Par ailleurs, les crises pétrolières de 1973 et 1979 ont eu un impact positif sur la demande de voitures avec une faible consommation de carburant. Les voitures de luxe personnelles des années 1970 étaient entièrement commercialisés sur la base du luxe et non de la performance. Ils étaient de conception conventionnelle et partageaient de nombreuses pièces avec des modèles inférieurs.
Les constructeurs étrangers ont profité de cette tendance d'achat américaine. Mercedes-Benz a notamment présenté les modèles 450SL et SLC,. L'Amérique du Nord était le marché clé pour ces modèles, les 2/3 de la production y étant officiellement vendus,. Mercedes-Benz s'est montré timide dans son texte publicitaire américain sur le fait que sa voiture était une voiture de sport, demandant : "Comment une voiture à deux places pesant 3 500 livres, chargée d'une transmission automatique et d'équipements électriques de luxe, peut-elle être considérée comme une voiture de sport?". La 450SL s'adressait au même créneau de marché que la Ford Thunderbird à deux places de 1955 à 1957, présentant donc des problèmes de catégorisation similaires,.
La Chrysler Cordoba, de taille moyenne, a été introduite en 1975 et était le premier coupé de la société produit spécifiquement pour le marché des voitures de luxe personnelles (bien que la société ait déclaré plus tôt qu'il "n'y aurait jamais de Chrysler plus petite" que ses modèles actuels). La Cordoba utilisait des éléments de style vintage tels que des calandres de style Rolls-Royce, des "opéra windows" et un toit en vinyle. Les deux voitures de luxe personnelles les plus vendues en 1975 étaient la Chevrolet Monte Carlo et la Chrysler Cordoba.
Au milieu des années 1970, les caractéristiques de luxe devenaient de plus en plus courantes dans les voitures compactes et sous-compactes. Le coupé Plymouth Sapporo de 1978 (une Mitsubishi Galant Lambda rebadgée construite au Japon) a été commercialisée comme une voiture de luxe personnelle,, avec un toit en vinyle avec une bande targa en acier inoxydable, un intérieur en velours, et des pneus à flancs blancs.

### Années 1980
Tout au long des années 1970, les voitures de luxe construites aux États-Unis sont devenues plus grandes et plus luxueuses, engendrant des voitures plus lourdes. Cependant, la puissance des moteurs avait diminué en raison soit de la réduction de la taille des moteurs, passant à six cylindres, soit à la mise en conformité des moteurs V8 aux normes d'émissions de plus en plus strictes. Outre leurs performances réduites en ligne droite, les voitures avaient également une faible consommation de carburant et devaient respecter la réglementation croissante sur la consommation moyenne de carburant des entreprises (CAFE) fixée par le secrétaire américain aux Transports, via la National Highway Traffic Safety Administration.

### Années 1990
Au début des années 1990, la tendance aux berlines et aux SUV a entraîné un déclin encore plus important du marché des voitures personnelles de luxe. L'Oldsmobile Toronado a été abandonnée en 1992. Les Ford Thunderbird et Mercury Cougar ont été abandonnées après 1997.
Pour 1995, la Chevrolet Monte Carlo a été réintroduite, construite sur une plate-forme à traction avant. Il s'agissait essentiellement de la version coupé à deux portes de la berline Lumina.

### Années 2000
En 2001, General Motors a annoncé que la 50e année modèle de l'Eldorado (2002) serait la dernière. Pour marquer la fin de la production, une production limitée de 1 596 voitures a été produite en rouge ou en blanc, les couleurs disponibles sur le cabriolet original de 1953. La production s'est terminée le 22 avril 2002.
La Ford Thunderbird de 11ème génération a été introduite pour 2002. Elle a conservé sa configuration traditionnelle en propulsion arrière. Avec des éléments de style de la Thunderbird originale de 1955 à 1957, elle faisait partie d'une tendance de style néo-rétro du début des années 2000 qui comprenait également les Volkswagen New Beetle, la Chrysler PT Cruiser, la Plymouth Prowler et la Mini. Elle a d'abord été bien accueillie par la presse automobile, remportant des distinctions telles que la voiture de l'année Motor Trend et une nomination pour la voiture nord-américaine de l'année dès sa première année. Cependant, de nombreuses publications ont considéré le renouveau de la Thunderbird avec un peu plus de froideur, et elle a finalement obtenu une place sur la liste de 2009 du magazine Car and Driver des « 10 lauréats les plus embarrassants de l'histoire de l'automobile ». Les ventes n'ont pas répondu aux attentes de Ford et la Thunderbird a été abandonnée en 2005.
La Chevrolet Monte Carlo de 6ème génération a également été influencée par la tendance néo-rétro, incorporant des éléments de style de ses prédécesseurs des années 1970 et 1980. La Monte Carlo était la dernière voiture de luxe personnelle américaine en production lorsqu'elle a été abandonnée à la fin de l'année modèle 2007.